# Yapton
Yapton är en ort och civil parish i Storbritannien.   Den ligger i grevskapet West Sussex och riksdelen England, i den södra delen av landet, 80 km söder om huvudstaden London. Yapton ligger 6 meter över havet och antalet invånare är 3 571.
Terrängen runt Yapton är huvudsakligen platt, men norrut är den kuperad. Havet är nära Yapton åt sydost.  Närmaste större samhälle är Worthing, 16,7 km öster om Yapton.